# Піскорж Володимир Вікторович
Володи́мир Ві́кторович Пі́скорж — старший науковий співробітник, заступник головного конструктора, Науково-дослідний інститут радіотехнічних вимірювань.
Закінчив Харківський авіаційний інститут, належить до школи Савелія Фальковича.

### Серед патентів
- «Спосіб імітації сеансу навігаційних вимірювань супутникових радіонавігаційних систем», 2004, співавтори Верещак Олександр Петрович, Нестерович Андрій Геннадійович, Рудіч Олександр Васильович, Семиволос Сергій Павлович, Усенко Петро Якович, 2010
- «Спосіб визначення параметрів руху користувача за сигналами супутникових радіонавігаційних систем», 2010, співавтори Бурдаков Сергій Миколайович, Верещак Олександр Петрович, Ільченко Сергій Вікторович, Літус Юрій Павлович, Нестерович Андрій Геннадійович, Ніколаєв Андрій Вадимович, Рудіч Олександр Васильович, Семиволос Сергій Павлович, Сумкін Герман Павлович, Усенко Петро Якович.